# Charenton

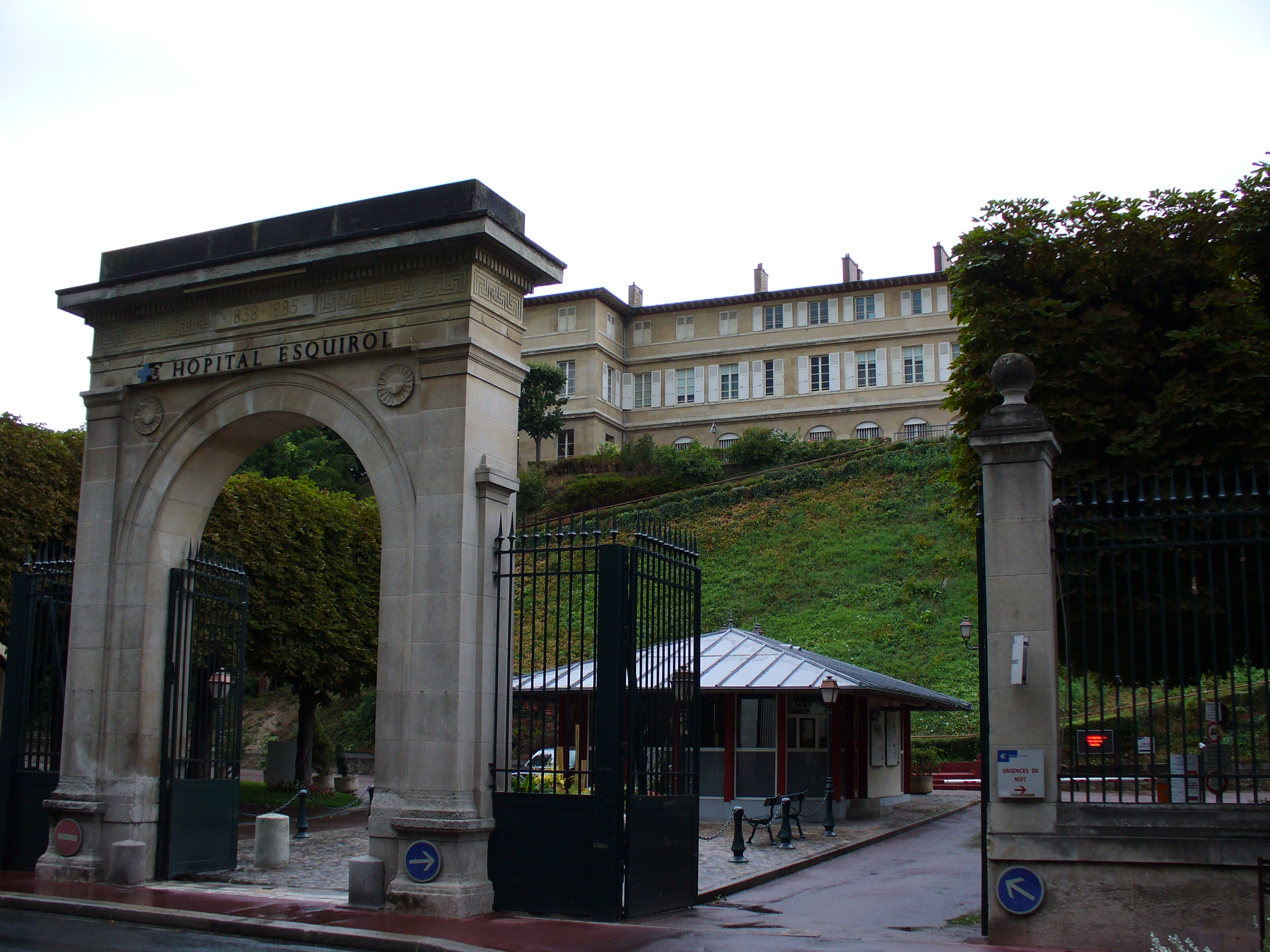
Hôpital Esquirol.

Charenton var en gammal "dårvårdsanstalt", vilken grundades 1645 av Frères de la Charité i Charenton-Saint-Maurice (nuvarande Saint-Maurice i Val-de-Marne i Paris södra förorter), Frankrike.
Charenton blev under 1800-talet känt för sin humana behandling av patienterna. Den berömde psykiatern Jean Étienne Dominique Esquirol (1772-1840) var från 1823 direktör för anstalten. På 1920-talet fanns planer på att bygga om hela sjukhuset till barnbördshus. Detta blev dock aldrig helt genomfört och den psykiatriska verksamheten har därför fortsatt att bedrivas under åren. Det har dock numera sedan länge även en fullständig kvinnoklinik. År 1973 ändrades sjukhusets namn till Hôpital Esquirol.
Charenton är även känt för att markis de Sade hölls inspärrad där fram till sin död (1803-1814). Peter Weiss pjäs Jean Paul Marat förföljd och mördad så som det framställs av patienterna på hospitalet Charenton under ledning av herr de Sade (1964) utspelar sig på detta hospital, liksom filmen Quills (2000). 